# DC Universe (serviço de streaming)
DC Universe foi um serviço de vídeo sob demanda operado pela DC Entertainment, uma subsidiária do WarnerMedia. Foi anunciado em abril de 2017, com o título e o serviço formalmente anunciados em maio de 2018. O serviço inclui programação original de televisão, acesso a séries animadas e filmes antigos do catálogo da DC, uma seleção rotativa de histórias em quadrinhos da DC Comics, espaço de fórum para discussão, e uma loja de mercadorias. DC Universe foi lançado na versão beta no final de agosto de 2018, com seu lançamento completo em 15 de setembro de 2018. O serviço venceu o Webby People's Voice Award for Media Streaming, em 2020, na categoria Web.

## História e desenvolvimento
Em abril de 2017, o DC Universe foi anunciado como um serviço sem título com programação de televisão original, com seu título anunciado um ano depois, em maio. No mês seguinte, foram revelados os recursos do serviço, além da programação original, incluindo acesso a filmes de ação e live-action mais antigos da DC e séries animadas por um período selecionado, uma seleção rotativa de quadrinhos, espaço para discussões no fórum, uma loja de mercadorias, e enciclopédia DC. Sam Ades, gerente geral e vice-presidente sênior da Warner Bros. Digital Network, gerencia o serviço.
A primeira lista de programação do serviço, Titans e Young Justice: Outsiders, foi revelada em abril de 2017. Em novembro, uma série animada de meia-hora da  Harley Quinn foi anunciada para o serviço. Em janeiro de 2018, um prequel de Superman intitulado Metropolis foi anunciado, focado em Lois Lane e Lex Luthor. Em maio de 2018, uma série em live-action Swamp Thing e Doom Patrol foram anunciadas, and Metropolis was being redeveloped. Em julho, uma série em live-action Stargirl foi anunciada, que também contaria com membros adicionais da Sociedade da Justiça da América. DC Daily foi lançado em setembro de 2018, terminando em julho de 2020.
Em junho de 2020, DC Universe ofereceu a seus assinantes o serviço de streaming HBO Max com um desconto no preço de US$4.99 na mensalidade; isso se aplica a novos assinantes HBO Max. No final de julho, o DC Universe não oferecia mais a opção de assinatura anual do serviço. Em agosto, o editor da DC Comics Jim Lee revelou que toda a programação original seria migrada para a HBO Max. Falando sobre o aspecto da comunidade do DC Universe, bem como a capacidade de acessar o acúmulo de títulos de quadrinhos, Lee disse que "sempre haverá uma necessidade disso" e que a DC estava procurando maneiras de transformar a plataforma para que o conteúdo não iria embora.
DC anunciou em setembro de 2020 que seu serviço mudaria de nome para DC Universe Infinite e tornar-se unicamente um serviço de assinatura de quadrinhos digitais em 21 de janeiro de 2021. As assinaturas DC Universe seriam transferidas automaticamente para o DC Universe Infinite. Em relação à programação original, Young Justice temporadas 1–4, Titans temporada 1–3, Doom Patrol temporadas 1–3, a primeira temporada de Stargirl, e Harley Quinn temporadas 1–3 migraram para o HBO Max para se tornarem séries Max Original, com novas séries DC e "principais clássicos da DC" também estão disponíveis lá.

## Disponibilidade
DC Universe foi lançado nos Estados Unidos em 15 de setembro de 2018, e está disponível em iOS, Android, Roku, Apple TV, Android TV, Amazon Fire TV, e Xbox One além de via web e acesso via web móvel. Cada assinatura do DC Universe pode ser usada em dois dispositivos por vez. As encomendas para o serviço de streaming ficaram disponíveis a partir de 19 de julho de 2018, enquanto uma versão beta inicial foi disponibilizada para alguns usuários em agosto de 2018.
DC Universe é atualmente disponível apenas nos Estados Unidos. Na Fan Expo Canada de 2018, o diretor da DC, Dan DiDio, afirmou que o serviço estava sendo testado na versão beta no Canadá com planos de lançamento em uma data não especificada. Enquanto isso, vários programas originais do serviço foram adquiridos pela Corus Entertainment (para transmissão em Teletoon, Adult Swim (Canadá), e Showcase), enquanto Doom Patrol foi adquirido pela Bell Media para seu canal CTV Sci-Fi. Titans é atualmente distribuída internacionalmente pela Netflix.

## Conteúdo

### Programação original
| Título                     | Gênero                          | Estreia                 | Temporadas    | Episódios   | Status      |
| Live-action                | Live-action                     | Live-action             | Live-action   | Live-action | Live-action |
| -------------------------- | ------------------------------- | ----------------------- | ------------- | ----------- | ----------- |
| Titãs                      | Ação / Drama / Super-herói      | 12 de outubro de 2018   | 3             | 31          | Renovada    |
| Patrulha do Destino        | Comédia dramática / Super-herói | 15 de fevereiro de 2019 | 3             | 34          | Em exibição |
| Swamp Thing                | Terror / Super-herói            | 31 de maio de 2019      | 1             | 10          | Encerrada   |
| Stargirl                   | Ação / Drama / Super-herói      | 18 de maio de 2020      | 3             | 39          | Em exibição |
| Animação                   |                                 |                         |               |             |             |
| Young Justice              | Super-herói                     | 4 de janeiro de 2019    | 1 (Outsiders) | 26          | Renovada    |
| Harley Quinn               | Comédia adulta                  | 29 de novembro de 2019  | 2             | 26          | Pendente    |
| Outros                     |                                 |                         |               |             |             |
| DC Daily                   | Programa de notícias            | 15 de setembro de 2018  | —             | 450         | Encerrada   |
| DC Universe All Star Games | Game show                       | 28 de fevereiro de 2020 | 1             | 6           | Encerrada   |

BizarroTV, uma série antológica, foi anunciada em outubro de 2019 como estando em desenvolvimento e tinha uma data de lançamento prevista para 2020. Não ficou claro se iria migrar para uma série HBO Max Original quando o serviço se tornou DC Universe Infinite.

### Filmes e séries de televisão
No lançamento, o serviço incluiu a quadrilogia de filmes dos Superman de Christopher Reeve, Batman Begins, The Dark Knight, as séries animadas Batman: The Animated Series, Static Shock, Young Justice, Teen Titans, Batman Beyond, Batman: The Brave and the Bold, e Justice League, as séries de televisão em live-action Lois & Clark e Wonder Woman, o último remasterizado em alta definição, e incluindo os filmes animados, Justice League: The Flashpoint Paradox, Green Lantern: First Flight, e Wonder Woman, dentre outros. O conteúdo é atualizado mensalmente.
Em março de 2019, o serviço adicionou a séries em live-action dos anos 70, Shazam!.